# بريق في السحاب
بريق في السحاب هي رواية من تأليف الأديب المصري الراحل ثروت أباظة، واقتُبس عنها مسلسل تليفزيوني عُرض في عام 1996 بعنوان «بريق في السحاب» وكان من إخراج علية ياسين وبطولة مصطفى فهمي وميار الببلاوي.

## عن الكتاب
تدور أحداث رواية بريق في السحاب حول «هارون» الذي يحب ابنة عمدة قريته ولا ينجح في الظفر بها بسبب فقره وضيق ذات اليد وبسبب الشاب الثري الذي يتقدم لخطبتها ولكن تمر السنوات وتتبدل حال هارون للأفضل.

## روابط خارجية
- صفحة الكتاب على موقع جود ريدز